# Abborrtjärnen (Bollnäs socken, Hälsingland, 679196-151996)
Abborrtjärnen är en sjö i Bollnäs kommun i Hälsingland och ingår i Ljusnans huvudavrinningsområde. Sjön har en area på 0,115 kvadratkilometer och ligger 189,3 meter över havet.

## Delavrinningsområde
Abborrtjärnen ingår i det delavrinningsområde (679146-152013) som SMHI kallar för Utloppet av Abborrtjärnen. Medelhöjden är 198 meter över havet och ytan är 0,86 kvadratkilometer. Det finns inga avrinningsområden uppströms utan avrinningsområdet är högsta punkten. Vattendraget som avvattnar avrinningsområdet har biflödesordning 4, vilket innebär att vattnet flödar genom totalt 4 vattendrag innan det når havet efter 77 kilometer. Avrinningsområdet består mestadels av skog (58 procent). Avrinningsområdet har 0,12 kvadratkilometer vattenytor vilket ger det en sjöprocent på 13,4 procent.